# Monochamus alboscutellaris
Monochamus alboscutellaris là một loài bọ cánh cứng trong họ Cerambycidae.